# Моховое (озеро, Костанайская область)
Моховое — озеро в Узункольском районе Костанайской области Казахстана. Находится в 16 км к западу от села Пресногорьковка и в 3 км к северо-востоку от села Октябрьское.
По данным топографической съёмки 1959 года, площадь поверхности озера составляет 1,02 км². Наибольшая длина озера — 1,2 км, наибольшая ширина — 1,1 км. Длина береговой линии составляет 3,8 км, развитие береговой линии — 1,04. Озеро расположено на высоте 158,2 м над уровнем моря.